# ITV (텔레비전 네트워크)
ITV(Independent Television, 독립 텔레비전)는 영국 최대 민영 방송사이다. ITV는 1955년 9월 22일에 방송을 개시했다. 주로 오락 프로그램에서 BBC와 경합했다. 법률상은 「Channel 3」이며, 채널은 ITV, ITV2, ITV3, ITV4, ITVBe, ITV Encore, CITV로 나뉘어 있다.
네트워크 내 최대법인은 ITV plc.이며, 그외 SMG Plc., UTV Media plc, 그 외가 있다. 이들 모두는 ITV 네트워크 리미티드(ITV Network Limited.)의 멤버이기도 하다.

## 개요
ITV는 SBS 지역민방과 비슷한 형태의 기업연합과 같은 집합체이다. 방송 면허는 IBA(후의 ITC. 현재의 OFCOM)라고 하는 조직이 관리하고 있어, 지역마다 방송 면허를 교부하는 형태를 취한다. 교부된 각각의 회사가 지역마다의 방송 운영을 실시하고 있다. 교부된 구역은 13지역에다 런던의 평일방송과 주말방송이 포함된 15방송구역과 채널 3의 전파를 빌리는 형태로 실시하는 전국 아침방송,그리고 문자방송을 합해 전부 17구역이다.
덧붙여 또 후에 「채널 4」라고 하는 별개의 채널이 ITV 각 지역방송국이 채널 4의 광고시간을 판매에 얻은 운영 자금의 일부로 BBC의 2개 채널과 종래의 ITV에 뒤잇는 문자 그대로 제 4의 채널로서 설치되었다(관계성은 없다).

### 방송법에 따르는 합리화
1990년 새 방송법이 시행,입찰을 해 지역마다의 방송 면허가 재갱신 되었다. 새 방송법에 근거해 규제완화에 따른 방송국의 합병이 진행되어,그라나다 미디어 그룹(이하 그라나다 또는 GMG)과 칼튼 텔레비전(이하 칼튼)이 각각 합병을 진행시켰다. 또 양자가 합병에 합의해 2004년에는 15 개 방송국중 11국이 통합되었다. 현재는 잉글랜드와 웨일스의 방송 구역이 ITV plc.에 의해서 운영되어 스코틀랜드, 북아일랜드,본토 남방의 채널 제도의 국은 각각의 계열방송국으로서 면허를 유지,실질적으로 단일의 방송국이 되었다. 잉글랜드와 웨일스를 관리하는 11개 지역방송국의 모회사인 ITV Plc.,스코틀랜드 전역을 통괄하는 STV의 모회사인 SMG Plc.,북아일랜드를 방송 구역으로 하는 UTV의 모회사의 UTV Media plc.가 각각 런던 증권거래소에 주식을 상장해 ITV Plc는 FTSE 100의 지수 채용 종목이 되어 있다.
2011년 10월 18일에는 ITV 채널텔레비전이 ITV plc.에 의해 인수되었다.
STV 관할의 스코틀랜드를 제외한 15구역의 방송광고는 ITV Media가 대행판매하고 있다. ITV plc.이 ITV Media의 대주주이다.

## 디지털 방송
1998년에 시작한 영국의 지상 디지털 방송 개시에 수반해 ITV는 위성방송,케이블 TV 전용으로 다채널화를 전개했다. 지상 디지털 방송 전용으로 유료 채널을 개설했지만,경영난으로 2002년에 서비스를 종료, 무료 방송의 Freeview 서비스에 인계된다. 현재 ITV 외에,ITV2, ITV3, ITV4, CITV Channel, ITV Encore(유료), ITVBe 등의 전문 채널을 운영하고 있다.

## ITN
ITV는 각각의 지역 방송국의 집합체이기 때문에 전국 뉴스 프로그램을 제작하고 있지 않다. ITN이라고 하는 제작 회사가 위탁제작하고 있다. ITN가 제작하는 뉴스는 채널 4나 일본 NHK에서도 방송되고 있다.

## 아침 방송
원래 오전 중의 방송이 교육 프로그램밖에 없던 상태였으나, 1982년부터 아침에도 뉴스, 교양 프로그램을 방송할 수 있게 되었다. 이를 위한 전문 방송사 * TV-am이 허가되어 1983년 2월에 서비스를 개시했다. 10년 후에 행해진 방송 면허 재허가에서 TV-am이 탈락하고 GMTV가 선정되었다. 1993년 1월부터는 GMTV가 방송되었다. 2009년에 ITV plc.에 인수 된 GMTV는 2010년 9월부터 ITV 브렉퍼스트(Breakfast)란 이름으로 방송되고 있다.

## 프랜차이즈

### 개요
TV의 지방 프랜차이즈 방송국은 앞에서 설명한 15사,전국 프랜차이즈 방송국은 2사가 존재한다(2007년 현재). 모든 프랜차이즈국(지방방송국)은 비영리 법인인 ITV 네트워크 리미티드(합자회사)(IBA 어소시에이션 리미티드의 후신)에 가맹하고 있다. 그 중의 영리법인 ITV plc.는 15지역 중 11지역의 방송 면허 및 지역방송국을 소유해 네트워크를 지배하고 있는 것에도 불구하고,방송법에 따라 프로그램 제작을 대부분 각 지역방송국에, 프로그램 편성을 ITV 네트워크 리미티드에 위탁하고 있다. 또,다른 민간방송 업자나 독립제작자에다 전체 방송량의 25% 제작을 의뢰하거나 BBC로부터 의뢰받기도 한다. 주로 ITV plc. 계열의 ITV 스튜디오가 제작한 ITV 네트워크 방송의 프로그램은 가입된 ITV 지방방송국 전용으로 제공된다. (ITV plc.계열의 지역방송국에서 제작한 프로그램은 크레딧에 ITV 스튜디오 대신 "ITV 프로덕션"이 붙는다.)
전국 뉴스에 대해서는 공통의 계약자(현재 ITN)가 공급하는 것을 네트워크 전체로 방송하고 있다. 또, 지방방송국이 전국 뉴스를 제외한 전국프로그램 제작이나 방영권으로부터 이탈할 권리를 가진다. 그러나, 지역방송국들의 경제적인 이유와 네트워크내 ITV plc.의 직간접적인 영향때문에 2000년대 후반 이후로 이탈하는 경우는 굉장히 적다.
ITV 채널텔레비전 인수와 STV와의 관계악화 이후로 편성의 합리화를 요구한 ITV plc.의 의견에 따라 Ofcom은 2013년부터 ITV 편성의 규제완화를 허가하였다. Ofcom의 허가에 따라, ITV plc.은 기존 ITV 네트워크 리미티드가 편성을, 각 지역방송국과 ITV 스튜디오가 프로그램 제작을 맡는 방식에서 ITV1 런던이 키국이 되어 프로그램 편성을, ITV 스튜디오가 대부분의 프로그램 제작을 맡는 네트워크 시스템(Affiliation System)방식으로 바꾸었다. 이와 함께, ITV plc.계열 지역방송국들의 모든 프로그램 제작인력 또한 ITV 스튜디오로 통합되었다. STV나 UTV는 계속 키국 편성권으로부터 이탈할 권리와 자체인력으로 프로그램을 제작해 편성 할 권리는 있다. 그러나, 방영을 하던지 안하던지 간에, STV와 UTV는 ITV1 런던이 편성하는 전 프로그램들에 대한 저작권료를 일시불로 지불하게 되었다. 이 의미는 자체편성으로 인해 불방되는 ITV1 런던의 편성 프로그램에 대한 저작권료 또한 자체프로그램 광고수익에서 지불해야 한다는 소리다. 지역방송사들의 의견이 반영되었던 ITV 네크워크 리미티드의 편성권한이 ITV plc.의 ITV1 런던으로 옮겨감에 따라, ITV plc.의 직간접적인 영향력은 늘어날 것으로 보이며 STV나 UTV 같은 지역방송사들이 ITV1 런던 편성표에서 이탈하는 경우는 더욱 더 적어질 전망이다. 네트워크 시스템 도입이후, 뉴스와 아침방송을 제외한 ITV plc.계열 지역방송국들의 편성표들은 ITV1 런던의 편성표와 똑같다.

### 방송사(채널)

#### 지방
- 스코틀랜드 북부:STV 노스[3]
- 스코틀랜드 중앙부:STV 센트럴[3]
- 스코틀랜드 남부·북서부 잉글랜드의 일부·맨섬:ITV1 보더[4]
- 잉글랜드 북동부:ITV1 타인 티즈[4]
- 잉글랜드 북서부:ITV1 그라나다[4]
- 요크셔 지방 외:ITV1 요크셔[4]
- 웨일스·잉글랜드 서부:ITV1 웨일스·웨스트 텔레비전
- 잉글랜드 중부:ITV1 센트럴
- 잉글랜드 동부:ITV1 앵글리아[4]
- 런던(주중):ITV1 런던(구 칼튼)[5]
- 런던(주말):ITV1 런던(구 LWT)[4][5]
- 잉글랜드 남부:ITV1 머리디언[4]
- 잉글랜드 남서부:ITV1 웨스트 컨트리
- 북아일랜드:UTV
- 채널 제도:ITV1 채널 텔레비전

#### 전국
- ITV Breakfast (구:GMTV):매일 아침 6:00-9:25 시간대의 프로그램 제작·방송
  - 과거에는 「프랜차이즈 라운드」로 불리는 텔레비전 방송국 라이선스의 입찰 제도에 의해 운영하는 텔레비전방송국이 교체하는 제도가 있었다. 1992년「TV-am」이 탈락했을 때 화제가 되었다.
- 텔레텍스트:ITV의 문자 다중 방송·쌍방향 서비스

#### 채널 사업자
- ITV1 : 종합 채널, 잉글랜드 전역의 네트워크 가맹 방송사 (1955년 ~ 현재)
  - STV : 스코틀랜드 전역의 네트워크 가맹 방송사 (1957년/1961년 ~ 현재)
  - UTV : 북아일랜드 네트워크 가맹 방송사 (1959년 ~ 현재)
- ITV2 : 엔테테인먼트 채널 (1998년 12월 7일 ~ 현재)
- ITV3 : 드라마 채널 (2004년 11월 1일 ~ 현재)
- ITV4 : 고전 채널 (2005년 11월 1일 ~ 현재)
- ITVBe : 여성 채널 (2014년 10월 8일 ~ 현재)
- CITV : 어린이 채널 (1983년 1월 3일 ~ 현재)

## 프로그램 목록
- 프라이미벌 (2007~2011)
- 화이트채플 (2008~2013)
- 다운튼 애비 (2010~2015)
- 브로드처치 (2013~2017)
- 경감 메그레 (2016~2017)
- 빅토리아 (2016~2019)

## 로고

1989년부터 1998년까지 사용한 로고.
1998년 9월부터 2006년 1월 16일까지 사용한 로고.
2006년 1월 16일부터 2013년 1월 14일까지 사용한 로고.

## 같이 보기
- BBC
- TV-am
- GMTV
- ITN
- Ofcom
- 브릿 어워드